# Наполеонвілл (Луїзіана)
Наполеонвілл (англ. Napoleonville) — селище (англ. village) в США, в окрузі Ассумпсьйон штату Луїзіана. Населення — 540 осіб (2020).

## Географія
Наполеонвілл розташований за координатами 29°56′18″ пн. ш. 91°1′35″ зх. д. / 29.93833° пн. ш. 91.02639° зх. д. (29.938267, -91.026361).  За даними Бюро перепису населення США в 2010 році селище мало площу 0,44 км², уся площа — суходіл.

## Демографія
Згідно з переписом 2010 року, у селищі мешкало 660 осіб у 249 домогосподарствах у складі 173 родин. Густота населення становила 1512 осіб/км².  Було 287 помешкань (658/км²).
Расовий склад населення:
| - 80,9 % — чорних або афроамериканців - 18,0 % — білих |

До двох чи більше рас належало 0,9 %. Частка іспаномовних становила 0,2 % від усіх жителів.
За віковим діапазоном населення розподілялося таким чином: 25,2 % — особи молодші 18 років, 61,2 % — особи у віці 18—64 років, 13,6 % — особи у віці 65 років та старші. Медіана віку мешканця становила 37,6 року. На 100 осіб жіночої статі у селищі припадало 85,9 чоловіків;  на 100 жінок у віці від 18 років та старших — 79,6 чоловіків також старших 18 років.
Середній дохід на одне домашнє господарство  становив 34 924 долари США (медіана — 22 500), а середній дохід на одну сім'ю — 39 728 доларів (медіана — 25 278). За межею бідності перебувало 41,0 % осіб, у тому числі 66,5 % дітей у віці до 18 років та 14,5 % осіб у віці 65 років та старших.
Цивільне працевлаштоване населення становило 196 осіб. Основні галузі зайнятості: освіта, охорона здоров'я та соціальна допомога — 33,7 %, роздрібна торгівля — 10,7 %, будівництво — 10,7 %.